# Karel Kuchař
Karel Kuchař (ur. 15 kwietnia 1906 w Pradze, zm. 16 kwietnia 1975 tamże) – czeski geograf i kartograf, założyciel czeskiej kartografii geograficznej.
Studiował na Wydziale Przyrodniczym Uniwersytetu Karola w Pradze (historia naturalna i geografia). Początkowo zainteresowany głównie botaniką, z czasem skierował się ku geografii i kartografii, a także zagadnieniom na styku historii i kartografii. W 1928 napisał dysertację pt. Kartometryczna analiza map z przełomu XV i XVI wieku. W tym samym roku został asystentem, a w 1935 habilitował się na podstawie pracy Jeziora wschodniej Słowacji i Rusi Podkarpackiej, która łączyła tematykę limnologiczną z kartografią. Główny nacisk w swoich badaniach kładł na poznanie historii kartografii czeskiej.
Podczas II wojny światowej szkoły czeskie zostały zamknięte, a więc zatrudnił się w praskim obserwatorium astronomicznym, a następnie w Państwowym Zakładzie Geofizycznym. W 1940 opracował Wstęp do nauki o mapach, którego skład zecerski tuż przed wydrukowaniem został rozrzucony przez Niemców. W 1943 rozszerzył to dzieło i wydał pod tytułem Rozdziały z nauki o mapach, jako publikację nie przeznaczoną do sprzedaży. Po wojnie stało się ono podstawą do opracowania podręczników kartografii dla wyższych uczelni w Czechosłowacji. Podczas wojny opracował także Atlas Kieszonkowy wydany w 1945, a potem także w 1947 i 1948. Tłumaczono go na język angielski (1947) i polski (1950 i 1951).
Po wojnie powrócił na Wydział Przyrodniczy praskiego Uniwersytetu i przejął Państwowe Archiwum Map, które znacząco poszerzył. Od 1952 zbiór ten stał się pracownią naukową Czechosłowackiej Akademii Nauk, prowadzoną przez Kuchařa do 1974.
W latach 1946–1960 redagował Kartografický přehled (Przegląd kartograficzny), którego był założycielem. Było to jedno z pierwszych na świecie pism stricte kartograficznych. Wystąpił z inicjatywą wydania drugiego czechosłowackiego narodowego atlasu, który wyszedł w 1966 (od 1962 stał na czele jego rady redakcyjnej).
Był międzynarodowym autorytetem w sprawach historii czeskiej kartografii. W 1960 przystąpił do edycji źródłowej Monumenta cartographica Bohemiae, Moraviae, Silesiae atque Slovaciae. Wcześniej (1958) opracował przeglądowy obraz historii kartografii wszystkich ziem Czechosłowacji - Nasze mapy od dawna do dziś. Wprowadził też Czechosłowację do międzynarodowego spisu starych globusów dziełem Register of Old Globes in Czechoslovakia (1964). Wspólnie z Bolesławem Olszewiczem i Bożeną Strzelecką przygotowywał materiał do Monumenta cartographica Carpathica i Monumenta cartographica Silesiae, których jednak nigdy nie wydano. W latach 1958–1973 był kierownikiem Katedry Kartografii i Geografii Fizycznej Uniwersytetu Karola.
W przeciągu swej aktywności wydał około sto map i opublikował około 170 prac naukowych.
Posiadał bardzo ożywione kontakty z polskim środowiskiem naukowym, datujące się od 1927, kiedy to uczestniczył w II Zjeździe Słowiańskich Geografów i Etnografów w Warszawie. W 1934 brał udział w międzynarodowym kongresie geograficznym tamże. W 1967 otrzymał medal Polskiego Towarzystwa Geograficznego.